# 영광YKMC
주식회사 영광YKMC는 충청남도 아산시에 본사를 둔 아노다이징 표면처리 기업이다.

## 개요
- 2012년 5월 16일 설립되었다.
- 2024년, 대신증권을 주관사로 코스닥 시장에 상장을 신청하였다가[3] 2025년 2월 7일자로 철회하였다.[4]

## 논란
2021년 환경부가 대기오염물질방지시설 미가동으로 단속하여 대기환경보전법 위반에 따른 조업정지 10일 행정처분을 받은 적이 있다.

### 내용주
1. ↑  NICE 기업정보 기준